# Sant Llorenç del Pinell de Brai
Sant Llorenç del Pinell de Brai és una església barroca del Pinell de Brai (Terra Alta) inclosa a l'Inventari del Patrimoni Arquitectònic de Catalunya.

## Descripció
Església de planta rectangular d'una nau i capelles laterals, absis recte i campanar al costat de l'epístola, de forma quadrada als dos primers nivells i octogonal al tercer, que és el cos de campanes. Una façana lateral fa de mitgera i a l'altra s'obren les finestres, que són de mides molt reduïdes.
La façana principal és plana i s'hi accedeix per una doble escalinata, des de nivell de la plaça de l'església. S'hi troba la portalada principal (única), centrada a l'eix de la nau, que és clàssica i molt senzilla. Per sobre hi ha una finestra d'ull de bou i rematant la façana una petita espadanya. Coberta de teula àrab.